# Plata Yvyvy
La Plata Yvyvy, Plata yvyguy (En hispano-Guarani, Plata yvyguy, « Argent enterré ») ou or des Églises du Paraguay est un supposé trésor, qui aurait été accumulé par les différentes églises du Paraguay. La version la plus populaire de ce mythe a pu naître lors de la guerre de la Triple Alliance, de 1864 à 1870, et la légende est particulièrement connue dans les villages de Piribebuy, Luque, Caraguatay, Santaní et de leurs environs, lieux où eurent lieu les plus importants combats.

## Contexte
Les populations indiennes du Paraguay ont été évangélisées à grande échelle sur ordre du Conseil des Indes et de nombreuses églises ont été construites sur ce territoire. D'abord par la Mission jésuite, puis après 1767, sous le régime de la Vice-royauté du Río de la Plata. Les sources divergent, mais beaucoup ont fantasmé par le passé sur la richesse de ces églises de par les objets précieux qu'elles recelaient, ainsi que par les dons et propriétés qui leur revenaient. Plusieurs siècles de domination coloniale ont enrichi l'Église du Paraguay, et c'est de là que vient l'idée que celle-ci aurait accumulé un véritable trésor. L'histoire du Paraguay fut mouvementée. Le pays connut l'indépendance en 1813, puis l'isolation politique durant les guerres d'indépendance hispano-américaines, et encore d'autres conflits ultérieurs.
En 1888, un journaliste anglais s'intéresse à l'histoire du Paraguay, et particulièrement à la guerre de 1865, dite guerre de la Triple Alliance. Selon lui, il existe plusieurs trésors des Églises du Paraguay, dont un serait celui de la mission jésuite du Paraguay. Les Jésuites, expulsés du Paraguay en 1767 sous ordre du Roi d'Espagne, auraient caché leurs grandes richesses quelque part dans une de leurs provinces dans l'espoir de les retrouver plus tard. Mais les historiens ne partagent pas cette version et selon toute vraisemblance, les richesses des Jésuites auraient été anéanties par les guerres qu'ils ont faites et par les autorités espagnoles qui leur ont fait la guerre.
Un avocat britannique dénommé Knight affirme que si l'existence de ce trésor n'est pas démontrée, il y en a un autre, qui selon lui existe véritablement.
Ce trésor serait le fruit du pillage des Églises du Paraguay pendant plusieurs années lors des temps troubles et de la guerre de 1865. Il dit disposer d'une carte qui montre le lieu où se trouve ce trésor. Selon lui, ce trésor, constitué comme son nom l'indique, d'or et d'objets précieux pillés dans les Églises du Paraguay, se trouverait à 1 200 km de Rio de Janeiro, dans l'île volcanique de Trinitad, aujourd'hui connue sous le nom de Trindade et Martim Vaz.
Il dit qu'un Britannique y aurait séjourné pendant un mois quelques années plus tôt, pour une raison mystérieuse. 
D'après Knight, ce Britannique y serait venu dans le but d'y dissimuler un trésor, car l'île est connue pour être d'accès difficile et isolée, « afin de décourager les voleurs éventuels » selon ses dires. Mais Knight refuse de révéler la provenance de sa prétendue carte, ainsi que de ses informations.

## Premières recherches du trésor
Knight est difficilement cru par ses contemporains. Néanmoins, il réussit à obtenir des soutiens et part pour l'île de Trinitad.
Au mois de novembre 1889, le yacht de Knight, l'Alerte, mouille dans la seule baie accessible de l'île. Dès les jours suivants, les recherches commencent. Les chercheurs employés de Knight s'attèlent à un travail très pénible. Sous un climat dur, en plein été austral, des tonnes de pierre et de terre sont remuées. Knight conduit les fouilles muni de sa carte.  Très vite, les fouilles progressent. Une grotte est découverte, puis 3 autres par la suite. Toutes vides. Après 3 mois d'efforts infructueux, les vivres sont épuisées et les chercheurs sont fatigués.  Knight est forcé de repartir.
Il publie un livre sur son aventure et devient journaliste,.

## Nouvelles recherches du trésor
Persuadé de trouver le trésor, un aventurier, James Harden-Hickey, part pour l'île en 1893 et la fouilla plusieurs années. Il ne trouve aucun trésor et perd la raison. Il se proclame roi de l'Île et est finalement récupéré peu après par un croiseur britannique.
Les aventuriers, par la suite, se désintéressèrent de l'île Trinitad et la plupart ont admis que le trésor de l'Or des Églises du Paraguay n'a jamais existé. Selon plusieurs d'entre eux, ce trésor des Églises du Paraguay serait en fait le trésor des Églises du Pérou.
On raconte aussi que ce trésor aurait été caché dans une petite île de Polynésie française et une expédition eut lieu en 1920. Sans succès. 
Aujourd'hui encore, on ignore si ce trésor existe vraiment, mais les légendes et  les récits divers ont sans doute abondamment déformé cette histoire. La plupart des historiens qui ont étudié le sujet s'accordent à dire que ce trésor relève d'un mythe.